# Фурандовський потік
Фурандовський потік (словац. Furandovský potok) — річка; ліва притока Бистрого потоку, протікає в окрузі Наместово.
Довжина приблизно 2.3-3,0 км. Витік знаходиться в масиві Оравські Бескиди (геоморфологічна підодиниця Пілско; схил гори Мехов) — на висоті 1420 метрів.
Протікає територією села Мутне. Впадає у Бистрий потік на висоті приблизно 885-890 метрів.